# The Song Remains the Same (Lied)

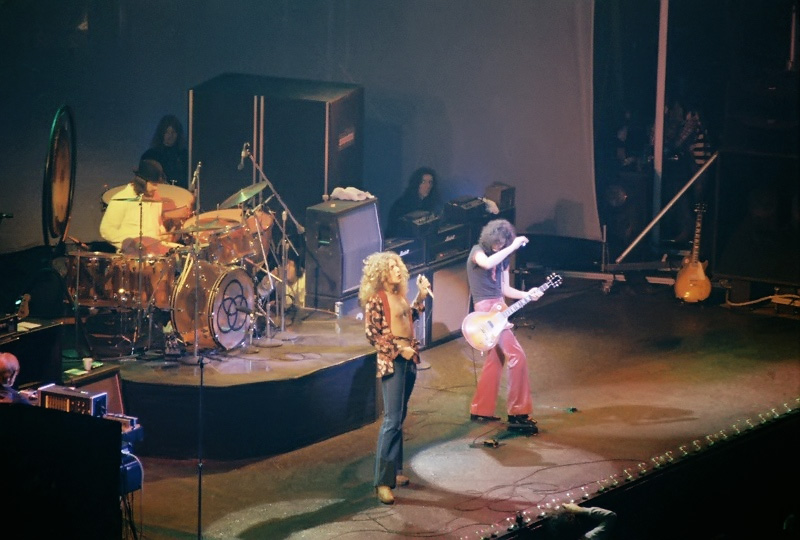
Led Zeppelin (1975)

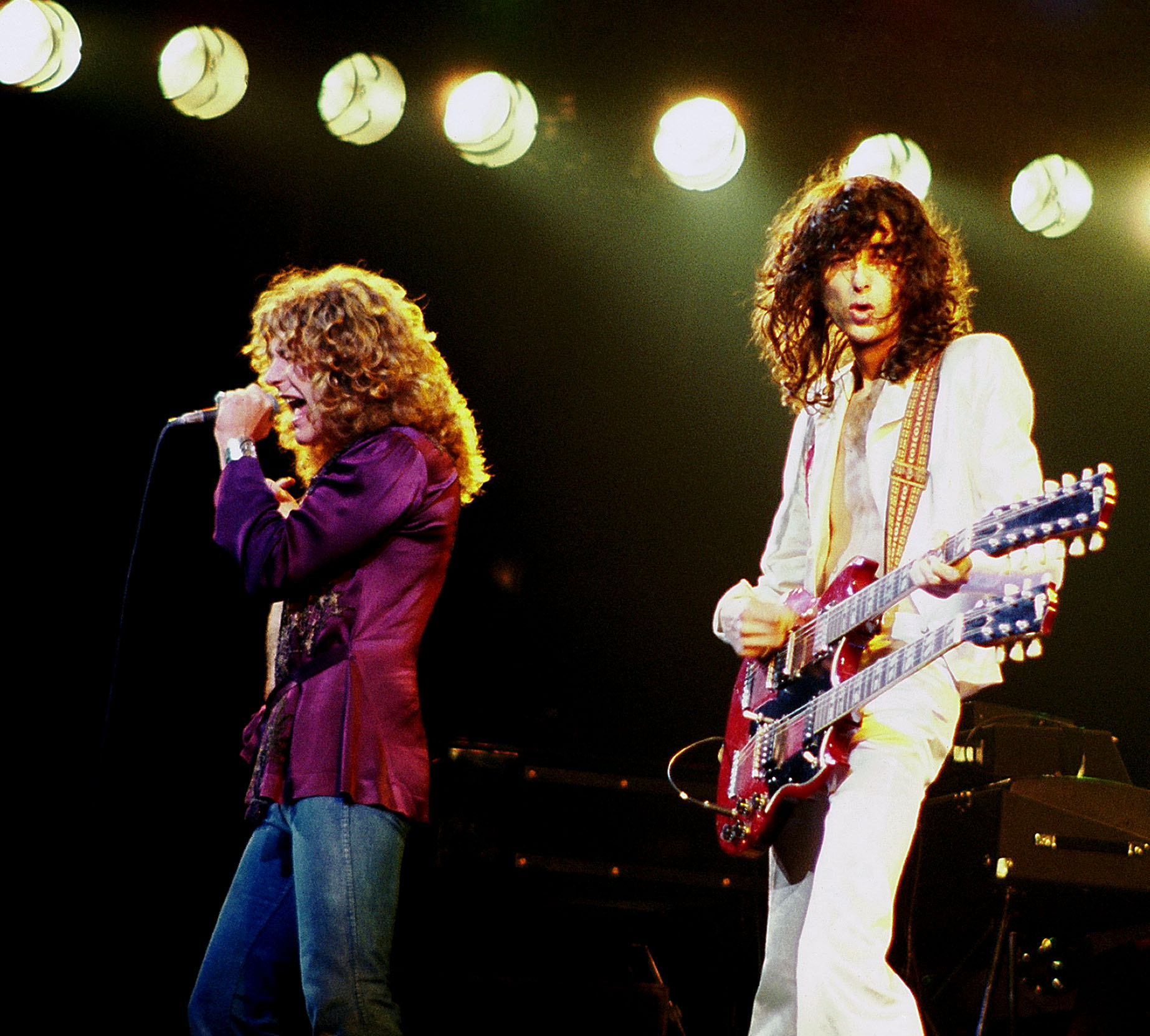
Robert Plant und Jimmy Page

The Song Remains the Same ist ein Song der englischen Rockgruppe Led Zeppelin. Es ist das Eröffnungsstück ihres Albums Houses of the Holy von 1973.

## Komposition
Der Song war ursprünglich ein Instrumental von Gitarrist Jimmy Page mit dem Arbeitstitel The Overture Nachdem Sänger Robert Plant den Text hinzugefügt hatte, wurde er zu The Song Remains the Same. In einem Interview, das er 1993 der Zeitschrift Guitar World gab, sprach Jimmy Page über die Entstehung des Songs:

„Ursprünglich sollte es ein Instrumentalstück werden - eine Ouvertüre, die in The Rain Song mündet. Aber ich glaube, Robert hatte andere Vorstellungen. Du weißt schon: "Das ist ziemlich gut, wir sollten besser einen Text schreiben - schnell!" [lacht] ... Ich hatte das ganze Anfangsmaterial zusammen, und Robert schlug vor, dass wir in der Mitte in den Halbtakt übergehen sollten. Nachdem wir uns darauf geeinigt hatten, dass wir es gliedern wollten, war der Song an einem Tag fertig ... Ich hatte immer einen Kassettenrekorder dabei. So sind sowohl The Song Remains the Same als auch Stairway entstanden - aus aufgezeichneten Ideen.“

Die Gesangsspur von Plant wurde für die Veröffentlichung des Albums leicht beschleunigt. Page spielte bei dieser Aufnahme Overdubs eine Telecaster und eine 12-saitigen Fender-Gitarre.

## Aufführung und Veröffentlichungen
Die Band führte diesen Song erstmals auf ihrer Japan-Tournee 1972 live auf. Bootlegs von dieser Tournee zeigen, dass der Song noch keinen festen Titel hatte und Plant ihn von der Bühne in Tokio als Zep ankündigte. Bei Led-Zeppelin-Konzerten von Ende 1972 bis 1975 folgte auf The Song Remains the Same (genau wie auf dem Originalalbum) der direkte Übergang zu The Rain Song. Für dieses Live-Arrangement verwendete Page seine  Gibson EDS-1275 Doppelhalsgitarre. The Song Remains the Same war der Eröffnungssong für die US-Tournee 1977 und die Konzerte 1979, bevor er für die Europatournee 1980 aus der Setlist gestrichen wurde. Der Song wurde auch bei der Reunion-Show von Led Zeppelin in der O2 Arena in London am 10. Dezember 2007 gespielt.
The Song Remains the Same wurde 1976 im Konzertfilm von Led Zeppelin (und dem dazugehörigen Soundtrack) als Teil von Plants Fantasie-Sequenz verwendet. Der Titel des Liedes wurde als Titel des Films und des Albums verwendet.
The Song Remains The Same (Guitar Overdub Reference Mix), eine Instrumentalversion des Songs, erscheint auf der zweiten Disc der remasterten 2-CD-Deluxe-Edition von Houses of the Holy. Es wurde am 18. Mai 1972 im Rolling Stones Mobile Studio in Stargroves mit dem Tontechniker Eddie Kramer und dem Mischtechniker George Chkiantz aufgenommen. Es ist 5:30 lang, während das Original 5:24 lang ist.